# 林肯縣 (新墨西哥州)
林肯縣（英語：Lincoln County）是美国新墨西哥州中南部的一個縣，面積12,513平方公里。根據2020年美國人口普查，本縣共有人口20,269人。縣治喀里索索。

## 歷史

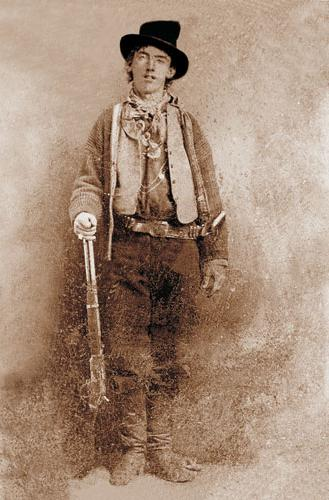
比利小子

本縣成立於1869年，縣名紀念第十六任美国总统亞伯拉罕·林肯。於1870年代後期，在牧場主與全縣最大綜合商店的擁有者之間，爆發了一場戰爭，史稱林肯縣戰爭。當時，比利小子因其朋友及上司均被殺，而加入了牧場主的陣營。最終，比利小子殺掉了包括殺害他友人的人與縣警長在內總共4至21人。於1878年，新的領地總督赦免了多個參戰者，使林肯縣戰爭正式完結。

## 地理

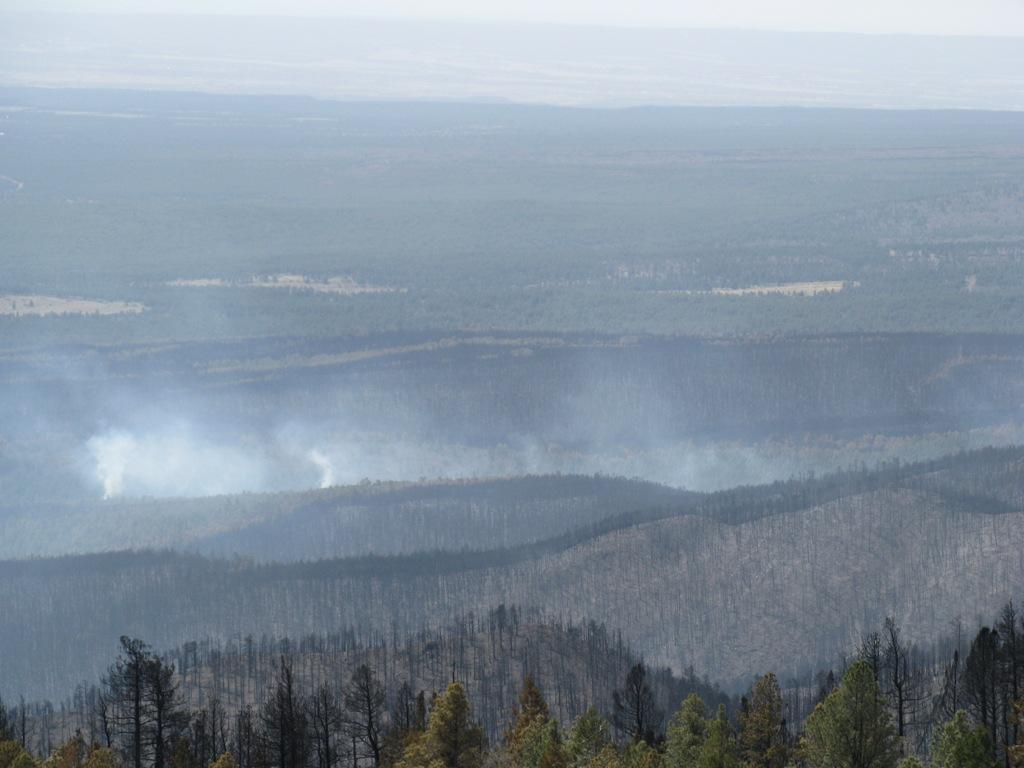
西勃拉國家森林公園

根據2000年人口普查，林肯縣的總面積為4,831平方英里（12,510平方），其中有4,830.5平方英里（12,511平方），即99.99%為陸地；0.5平方英里（1.3平方），即0.01%為水域。本縣既是新墨西哥州面積第八大的縣份，亦是美國面積第69大的縣份。

### 毗鄰縣
因為林肯縣位於新墨西哥州中部，因此所有毗鄰縣皆為新墨西哥州的縣份。
- 托蘭斯縣：北方
- 瓜達盧佩縣：北方
- 迪巴卡縣：東北方
- 查维斯县：東方
- 奧特羅縣：南方
- 謝拉縣：西南方
- 索科羅縣：西方

### 國家保護區
- 西波拉国家森林（部分）
- 斯坦頓堡 - 雪河洞國家保護區（英语：Fort Stanton–Snowy River Cave National Conservation Area）
- 林肯国家森林（部分）

## 人口
| 调查年             | 人口   | 备注 | %±     |
| ------------------ | ------ | ---- | ------ |
| 1910               | 7,822  |      | —      |
| 1920               | 7,823  |      | 0.0%   |
| 1930               | 7,198  |      | −8.0%  |
| 1940               | 8,557  |      | 18.9%  |
| 1950               | 7,409  |      | −13.4% |
| 1960               | 7,744  |      | 4.5%   |
| 1970               | 7,560  |      | −2.4%  |
| 1980               | 10,997 |      | 45.5%  |
| 1990               | 12,219 |      | 11.1%  |
| 2000               | 19,411 |      | 58.9%  |
| 2010               | 20,497 |      | 5.6%   |
| [ 8 ] [ 9 ] [ 10 ] |        |      |        |

### 2010年
根據2010年人口普查，林肯縣擁有20,497居民。而人口是由85.1%白人、0.5%黑人、2.4%原住民、0.4%亞裔、9.1%其他種族和2.5%混血构成。而西班牙裔或拉丁美洲人佔了人口29.8%。

### 2000年
根據2000年人口普查，林肯縣擁有19,411居民、8,202住戶和5,634家庭。其人口密度為每平方英里4居民（每平方公里2居民）。本縣擁有15,298間房屋单位，其密度為每平方英里3間（每平方公里1間）。而人口是由83.6%白人、0.35%黑人、1.95%原住民、0.27%亞裔、0.06%太平洋岛民、11.28%其他種族和4.6%混血构成。而西班牙裔或拉丁美洲人佔了人口25.63%。
在8,202 住户中，有26.2%擁有一個或以上的兒童（18歲以下）、55.6%為夫妻、9.3%為單親家庭、31.3%為非家庭、26.7%為獨居、10%住戶有同居長者。平均每戶有2.34人，而平均每個家庭則有2.80人。在19,411居民中，有22.7%為18歲以下、6%為18至24歲、23.2%為25至44歲、30.2%為45至64歲以及17.9%為65歲以上。人口的年齡中位數為44歲，女子對男子的性別比為100：95.9。成年人的性別比則為100：93.3。
本县的住戶收入中位數為$33,886，而家庭收入中位數則為$40,035。男性的收入中位數為$27,323，而女性的收入中位數則為$19,923，人均收入為$19,338。約10.8%家庭和14.9%人口在貧窮線以下，包括24.7%兒童（18歲以下）及8.7%長者（65歲以上）。